# Лауреаты Государственной премии Российской Федерации за 2014 год

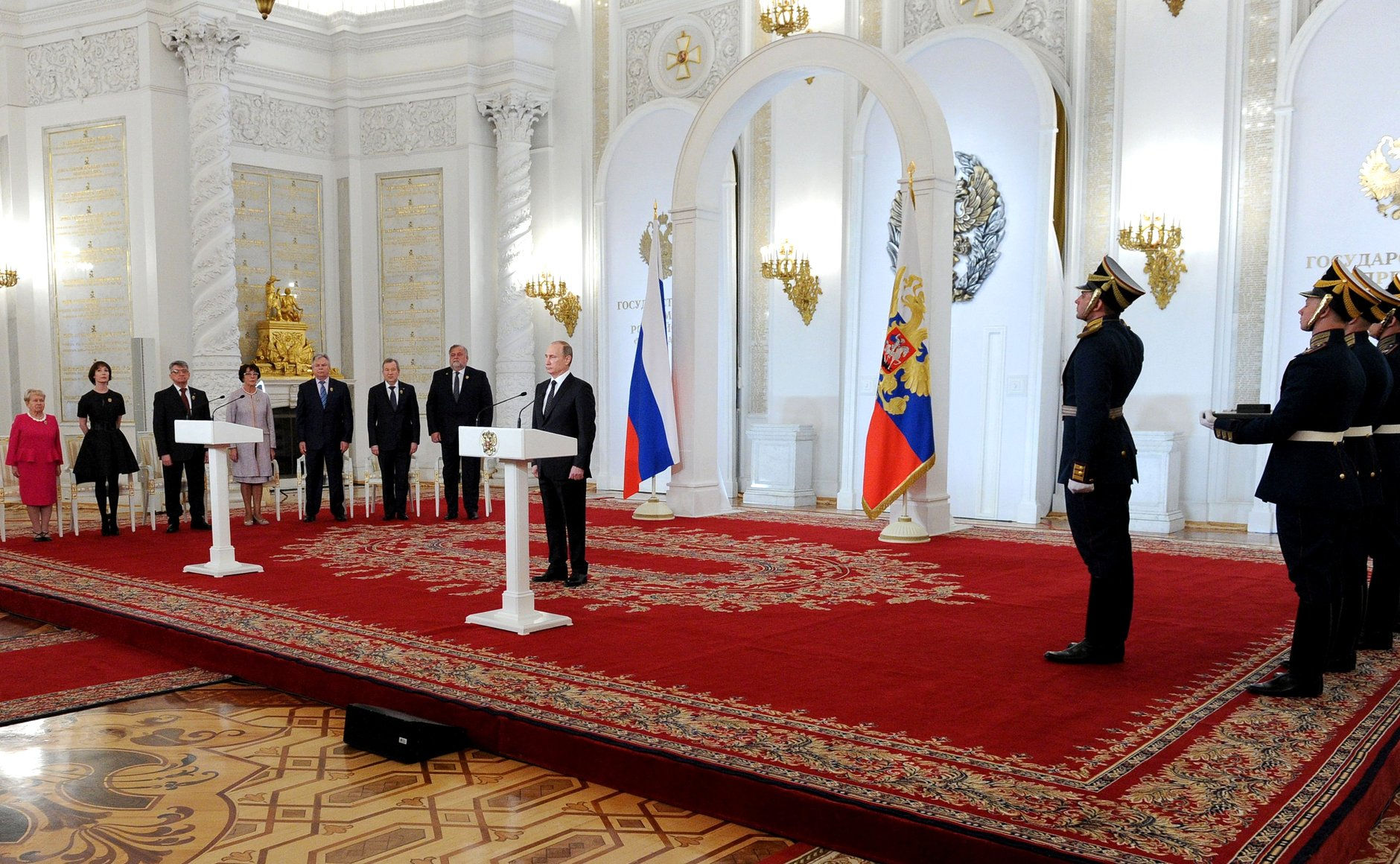
Церемония вручения Государственных премий Российской Федерации за 2014 год.
12 июня 2015 года

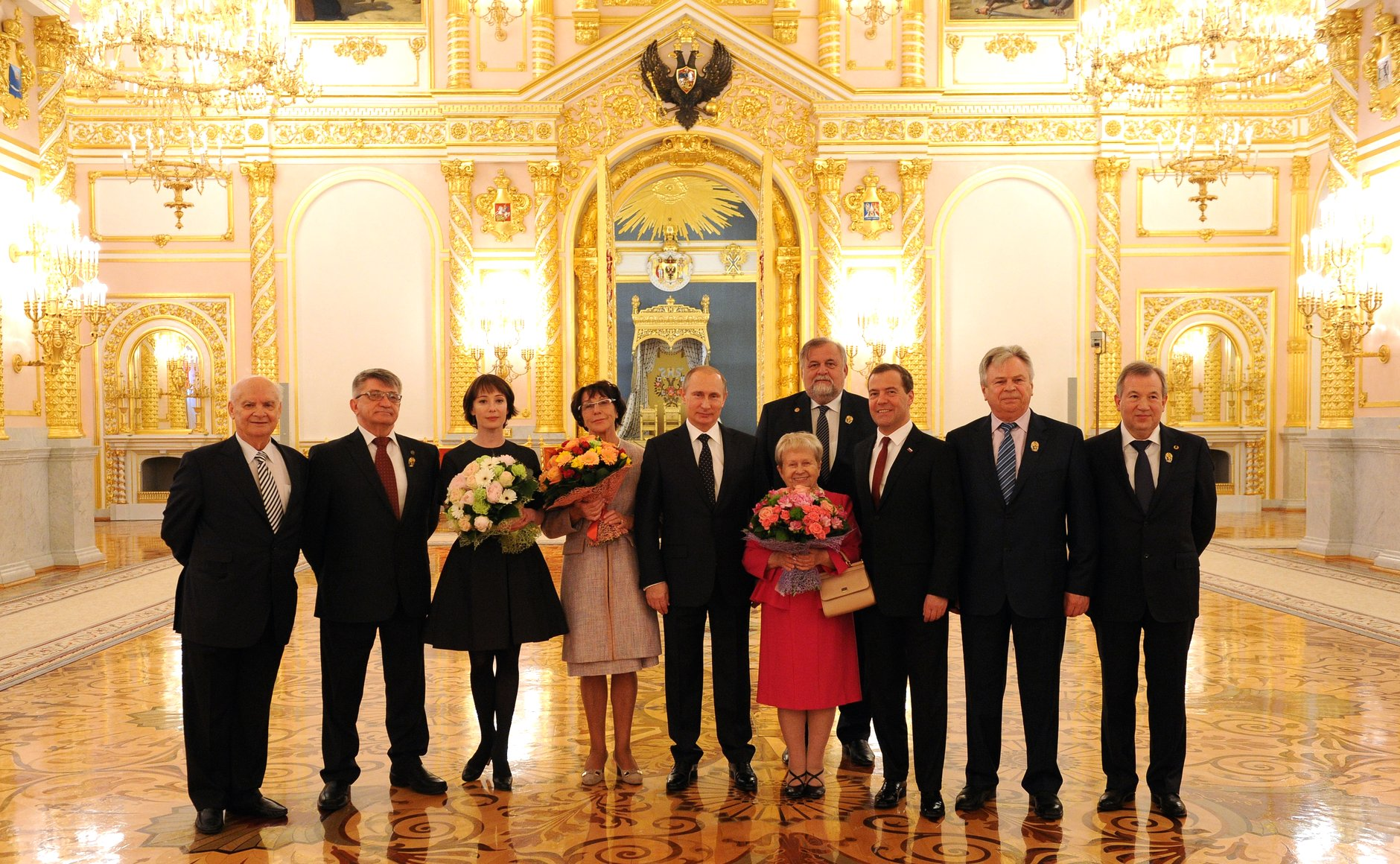
Лауреаты Государственных премий Российской Федерации за 2014 год с Владимиром Путиным и Дмитрием Медведевым. 12 июня 2015 года

Лауреаты государственной премии Российской Федерации за 2014 год были названы указами Президента Российской Федерации №№ 279, 280, 281 от 8 июня 2015 года и объявлены 10 июня 2015 года.
Торжественная церемония вручения наград прошла в День России 12 июня 2015 года в Георгиевском зале Большого Кремлёвского дворца.

## Лауреаты в области науки и технологий
- Евгений Николаевич Каблов — академик Российской академии наук, генеральный директор ФГУП «Всероссийский научно-исследовательский институт авиационных материалов» (ВИАМ), — за разработку нового поколения высокотемпературных конструкционных и функциональных материалов и создание в целях импортозамещения высокотехнологичных малотоннажных производств материалов и технологий для авиационной, ракетно-космической и специальной техники[3];

- Геннадий Яковлевич Красников — академик Российской академии наук, генеральный директор ОАО «Научно-исследовательский институт молекулярной электроники и завод „Микрон“», — за разработку полупроводниковых структур с управляемыми и стабильными электрофизическими параметрами для современного микроэлектронного производства[3];

- Валерий Александрович Тишков — академик Российской академии наук, директор Института этнологии и антропологии им. Н. Н. Миклухо-Маклая Российской академии наук, — за достижения в области этнологии и социально-культурной антропологии, разработку метода этнологического мониторинга, предупреждения и разрешения этнополитических конфликтов[3].

## Лауреаты в области литературы и искусства
- Тамара Михайловна Мельникова, директор Государственного Лермонтовского музея-заповедника «Тарханы», — за комплексное восстановление музея-заповедника «Тарханы», возрождение традиций усадебной культуры, популяризацию творческого наследия М. Ю. Лермонтова[1];

- Александр Николаевич Сокуров, режиссёр, — за вклад в развитие отечественного и мирового кинематографа[1];

- Чулпан Наилевна Хаматова, артистка театра и кино, — за вклад в развитие отечественного театрального и киноискусства[1].

## Лауреаты в области гуманитарной деятельности
- композитор Александра Николаевна Пахмутова[2].